# Purgatorio - Canto ventitreesimo

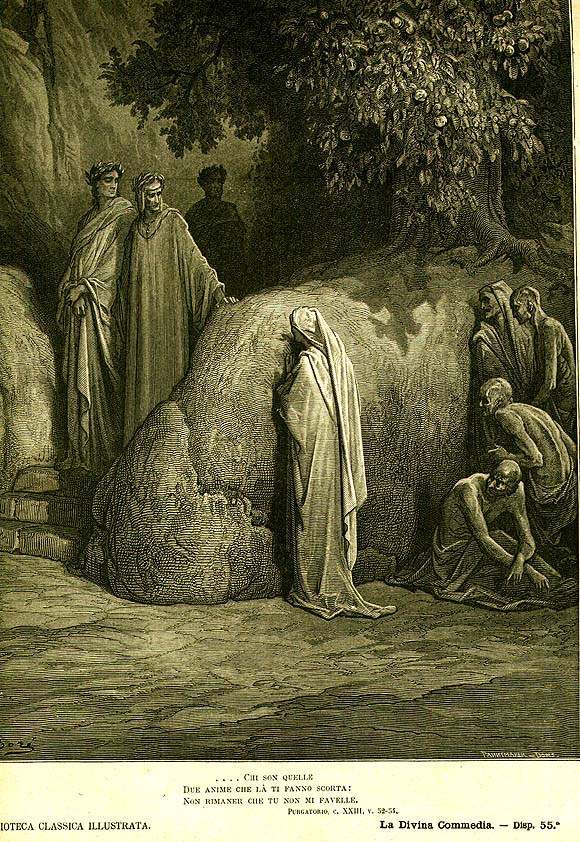
Incontro con Forese Donati, illustrazione di Gustave Doré

Il canto ventitreesimo del Purgatorio di Dante Alighieri si svolge sulla sesta cornice, ove espiano le anime dei golosi; siamo nel pomeriggio del 12 aprile 1300, o secondo altri commentatori del 29 marzo 1300.

## Incipit
(Anonimo commentatore dantesco del XIV secolo)

## Temi e contenuti
- I golosi - versi 1-36
- Incontro con Forese Donati - vv. 37-60
- Colloquio con Forese Donati - vv.61-133

## Sintesi
Virgilio riscuote Dante dallo stupore per le parole dell'albero e lo spinge a seguir lui e Stazio verso la loro meta. All'orecchio dei viaggiatori arriva quindi un inno penitenziale, che preannuncia l'arrivo di coloro che in quel girone sono chiamati ad espiare i loro peccati. Si tratta dei golosi, che superano di gran passo i tre viandanti girandosi incuriositi ma senza fermarsi: il loro aspetto è emaciato e magrissimo, tanto che Dante non comprende come possa il solo odore delle mele e del ruscelletto ridurli in tal stato.
Improvvisamente una delle anime si ferma, esultando dalla sorpresa: la sua voce ne svela l'identità (celata inizialmente dall'aspetto deturpato), si tratta di Forese Donati, grande amico di Dante e passato a miglior vita neppure cinque anni prima.
Dante si arresta, felice ma preoccupato per l'aspetto sofferente dell'amico: Forese gli spiega che attraverso le privazioni lui e i suoi compagni espiano con gioia la loro mancanza; la fame e la sete infatti continuano a tormentarli come accadeva loro in vita, ma è a loro negato godere del sollievo dell'acqua e delle mele presenti in quella balza, che si ritraggono non appena i purganti tendono le loro mani per afferrarli. Il desiderio di cibo li spinge perciò felici verso l'albero carico di frutti proprio come Cristo accettò lietamente di subire il martirio sulla croce: attraverso il dolore della pena essi si guadagnano la salvezza e la remissione dei peccati.
Dante, quindi, chiede mediante quale grazia Forese si trovi già nel Purgatorio e non alle sue porte, nell'attesa di scontare il fio del suo tardissimo pentimento. Il merito, gli viene spiegato, è di Nella Donati, moglie di Forese, che con le sue preghiere e la sua vita pia ha accelerato il processo di redenzione di suo marito: come la sua condotta esemplare è diversa da quella delle altre donne fiorentine! Ma presto, annuncia Forese, cadrà su di loro dagli altari della Chiesa un tale provvedimento che se lo sapessero, già ora urlerebbero di paura.
Il canto si conclude con le spiegazioni del poeta all'amico curioso: il suo viaggio e il suo cammino verso la salvezza, il suo imminente incontro con Beatrice, e i suoi due compagni di cammino.

## Analisi del canto
Per ch'io a lui: "Se tu riduci a mente

qual fosti meco, e qual io teco fui,

ancor fia grave il memorar presente.
L'interpretazione controversa di questa terzina, rivolta da Dante a Forese, è fondamentale per l'interpretazione di questo canto. C'è chi parafrasa "Se tu richiami alla memoria quale fu la nostra vita al tempo della nostra più stretta familiarità, una vita illuminata dall'amicizia, dall'amore e dalla poesia, questo nostro presente discorrere della degradazione di Firenze [...] risulterà ancora una volta doloroso [...]" , e quindi delinea nel canto un intento moraleggiante di Dante, atto a castigare le mancanze di un vecchio e buon amico perché sia chiaro che gli eccessi che pervadono Firenze avrebbero presto ricevuto adeguata risposta dal Cielo sia nell'aldilà che, più clamorosamente, anche nell'aldiqua. C'è chi invece legge un più pentito "quant'è doloroso per noi ora (tu purgante, ed io nel pieno del mio viaggio salvifico) ricordare gli eccessi della nostra vita passata!", e quindi vede nell'incontro fra i due vecchi amici il segno della svolta di entrambi, non più legati alla loro sregolata vita cittadina (ed anzi entrambi in espiazione della stessa)
Un dubbio niente affatto solo accademico: proseguendo nella sua spiegazione, Dante chiarisce che il suo viaggio accompagnato da Virgilio è causato direttamente dall'elemento denigrato nella terzina in questione: "di quella vita mi volse costui/ che mi va innanzi". Allora, l'intero viaggio della Commedia è causato dal riscuotere Dante dalla mondanità vanitosa dei suoi tempi, o dal suo stesso personalissimo errare lontano dalla grazia divina?
Fortuna ha voluto che anche Forese si dilettasse di poesia, e che delle loro amenità passate ci sia rimasta la testimonianza nella tenzone goliardica (tre sonetti a testa) che li oppone l'uno all'altro (e che oggi leggiamo nelle Rime dantesche come la Tenzone con Forese). Il Dante che vediamo in questi componimenti è molto diverso: arriva persino a far rimare Cristo con parole molto concrete (mentre nella Commedia Egli rimerà solo con sé stesso), e a non lesinare insinuazioni sulla moralità della povera Nella Donati, sposa del suo avversario. Ora sia per Cristo sia per Nella entrambi mostrano di nutrire massimo rispetto ed amore: e se queste figure vengono entrambe "riabilitate" durante questo loro incontro oltremondano, probabilmente non si tratta di una casualità.
Nel mezzo del canto, Forese Donati cita i vv 343-345 del Vangelo secondo Matteo, pronunciando le parole: "Elí, elí!". Questa citazione proviene da "Elí elí yamma sabbachtiani" frase pronunciata in ebraico da Gesú sulla croce col significato di "Signore, Signore, perché mi hai abbandonato".
Anche per questi motivi, la maggior parte della critica vede in questo canto ventitreesimo la totale ritrattazione, perlomeno da parte di Dante (ma che egli metterà in bocca anche all'amico, dato che dopo tutto anche lui in punto di morte volle pentirsi dei suoi peccati), della goliardia materialista e frivola fiorentina, della quale Dante toccò il punto più basso dopo la morte di Beatrice e che, con ogni probabilità, resta la causa ultima delle fatiche espiatorie del poeta sulla lunga strada verso Dio delineata nel costruirsi delle tre cantiche.